# Henan Airlines
Henan Airlines (chiń. 河南航空; pinyin Hénán Hángkōng) – nieistniejąca regionalna chińska linia lotnicza z siedzibą i główną bazą w Zhengzhou, w prowincji Henan.
Wspólne przedsięwzięcie chińskich Shenzhen Airlines oraz amerykańskiej Mesa Air Group, będącej właścicielem Mesa Airlines, zaowocowało utworzeniem linii pod początkową nazwą Kunpeng Airlines. W 2009 Amerykanie wycofali się z porozumienia, po czym Shenzhen Airlines ogłosiły zmianę nazwy na Henan Airlines.

## Historia
Porozumienie o powstaniu Kunpeng Airlines podpisano w grudniu 2006. Linie rozpoczęły swoją działalność w październiku 2007, oferując zarówno loty pasażerskie, cargo, jak i czarterowe. Początkowo linia latała samolotami typu Bombardier CRJ200, które wyleasingowała od Mesa Air Group.
W czerwcu 2009 Mesa Air Group sprzedała liniom Shenzhen Airlines wszystkie udziały Henan, co było spowodowane stratami, jakie linia przynosiła w roku poprzednim. Wraz ze sprzedażą udziałów wszystkie bombardiery wróciły do Stanów Zjednoczonych, a Henan Airlines nabyły 4 embraery E-190.
27 sierpnia 2010 władze prowincji Henan nakazały zmianę nazwy linii (którą poprzednio zatwierdziły) z powodu złej reputacji, jaką prowincji przyniosła katastrofa jednego z samolotów Henan Airlines.
W sierpniu 2013 zawiesiła prowadzenie działalności operacyjnej.

## Katastrofy i wypadki
- 24 sierpnia 2010 samolot lotu 8387 Henan Airlines rozbił się w czasie lądowania na lotnisku Lindu w mieście Yichun. Zginęły 42 osoby spośród 96 znajdujących się na pokładzie.